# Microgonia particolor
Microgonia particolor är en fjärilsart som beskrevs av W. Warren 1904. Microgonia particolor ingår i släktet Microgonia och familjen mätare. Inga underarter finns listade i Catalogue of Life.